# Чалий Григорій Сергійович
Григорій Сергійович Чалий (1905, село Голубівка, тепер Новомосковського району Дніпропетровської області — лютий 1981, місто Чернівці) — український радянський діяч, голова Чернівецького облвиконкому. Депутат Верховної Ради УРСР 4-го скликання.

## Біографія
Народився в селянській родині.
Член ВКП(б) з 1928 року. Перебував на партійній та радянській роботі.
У 1934—1940 роках — завідувач партійного кабінету, 2-й та 1-й секретар Драбівського районного комітету КП(б)У Полтавської області.
У 1940—1941 роках — 1-й секретар Чернівецького районного комітету КП(б)У Чернівецької області.
Під час німецько-радянської війни у 1941—1944 роках перебував на військово-політичній роботі у Червоній армії, служив у політичному управлінні Південно-Західного фронту.
У 1944 (затверджений в квітні 1945) — січні 1950 роках — 1-й секретар Чернівецького сільського районного комітету КП(б)У Чернівецької області.
У січні 1950 — лютому 1953 року — начальник політичного сектору Чернівецького обласного управління сільського господарства.
3 січня 1953 — 24 жовтня 1955 року — голова виконавчого комітету Чернівецької обласної ради депутатів трудящих.
З 1955 роках — голова правління Чернівецької обласної спілки споживчої кооперації (облспоживспілки).
Потім — персональний пенсіонер союзного значення у місті Чернівцях, де й помер на початку лютого 1981 року.

## Звання
- капітан

## Нагороди та відзнаки
- орден Вітчизняної війни 1-го ст. (1.02.1945)
- орден Трудового Червоного Прапора (23.01.1948)
- орден «Знак Пошани»
- медаль «За перемогу над Німеччиною у Великій Вітчизняній війні 1941—1945 рр.» (1945)
- медалі